# Meidias (Rhetor)
Meidias, Sohn des Kephisodoros aus Anagyros, war ein Rhetor im Athen des 4. Jahrhunderts v. Chr., geboren wurde er ca. 400 v. Chr., gestorben ist er vor 330 v. Chr.
Meidias war ein reicher Bürger Athens und gehörte zum Freundeskreis um Eubulos, dem er auch politisch nahestand. Bekannt wurde Meidias durch sein Handeln während der Chorvorbereitungen zum Dionysos-Fest in Athen 348 v. Chr. In diesem Jahr war Meidias ebenso wie Demosthenes mit der Leitung eines Chors befasst. Doch kam es zu Zwischenfällen (z. B. Beschädigungen der Chorgewänder) im Chor Demosthenes’, die dieser später Meidias zur Last legte. Meidias, der bereits durch wütende Auftritte vor der Volksversammlung Aufsehen erregt hatte, schlug Demosthenes bei einer Aufführung ins Gesicht. Gründe hierfür waren möglicherweise kontroverse Positionen in der Frage des außenpolitischen Vorgehens gegen Makedonien sowie eine laufende Beleidigungsklage des Demosthenes gegen Meidias. Die Aktion des Meidias wurde auf Antrag des Demosthenes in der Volksversammlung verurteilt. In der folgenden Zeit soll es zu Versöhnungsangeboten, aber auch Gegenklagen Meidias’ gekommen sein. Demosthenes schrieb hingegen an seiner Rede gegen Meidias (Nr. 21), die aber aufgrund eines außergerichtlichen Vergleiches nie vorgetragen wurde. Im Jahre 340/39 v. Chr. wurde Meidias zum Vertreter Athens im Amphiktyonenrat Delphis gewählt.